# علم الكون الكمومي الحلقي
إن علم الكون الكمومي الحلقي (بالإنجليزية: Loop quantum cosmology)‏ هي نموذج مصغر تناظرياً و محدود للثقالة الكمومية الحلقية, تقول بأن كوننا يتضخم و في نهاية المطاف سيتقلص و يعود بالتضخم من جديد و هكذا دواليك, أي أن الكون يتنفس بلا نهاية. أدت دراسة هذا العلم إلى العديد من النجاحات, و منها بزوغ ميكانيكية محتملة للتضخم الكوني، مؤديةً إلى حل مشكلة الانفرادية الثقالية بالإضافة إلى تطوير الهاميلتونيات الفعالة و الشبه-كلاسيكية. بدأ هذا الحقل الفرعي أصلاً بواسطة مارتن بوجوفالد Martin Bojowald و أبهاي أشتيكار Abhay Ashtekar في معهد هندسة و فيزياء التثاقل في جامعة بنسلفانيا و لا زالوا يقومون بالأبحاث حول هذا العلم, إلا أن هناك الكثيرين من الباحثين النشطاء يعملون في جوانب مختلفة في هذا المجال.